# 千川 (豊島区)
千川（せんかわ）は、東京都豊島区の町名。現行行政地名は千川一丁目及び千川二丁目。住居表示実施済区域。

## 地理
豊島区北西部に位置する。北側に板橋区幸町、大谷口、東側に高松、南側に要町、西側に板橋区向原と接している。東京メトロ有楽町線・東京メトロ副都心線千川駅を中心とする住宅地にあたるが、千川駅自体の所在地は豊島区要町三丁目になる。

### 地価
住宅地の地価は、2025年（令和7年）1月1日の公示地価によれば、千川1-20-8の地点で80万5000円/m2となっている。

## 歴史
かつての長崎村の一部で1871年（明治4年）11月に浦和県（現埼玉県）から東京府に編入された。その後長崎町となったあと1932年に豊島区が成立した。

### 地名の由来
千川の名称に関しては、元々北豊島郡長崎村境窪という地名であったが、1932年（昭和7年）区制施行により近くに流れる玉川上水の分水である千川上水が流れていた事から千川町一丁目～三丁目となった。しかし、1939年（昭和14年）の地番整理に伴い現在の千川一～二丁目の位置形態をなった。当然周辺に比べると高台の地形になっており、一軒あたりの坪数の多い住宅地になっている。

## 世帯数と人口
2023年（令和5年）1月1日現在（東京都発表）の世帯数と人口は以下の通りである。
| 丁目       | 世帯数    | 人口    |
| ---------- | --------- | ------- |
| 千川一丁目 | 1,283世帯 | 2,247人 |
| 千川二丁目 | 1,366世帯 | 2,512人 |
| 計         | 2,649世帯 | 4,759人 |

### 人口の変遷
国勢調査による人口の推移。
| 年                 | 人口  |
| ------------------ | ----- |
| 1995年（平成7年）  | 4,244 |
| 2000年（平成12年） | 4,282 |
| 2005年（平成17年） | 4,232 |
| 2010年（平成22年） | 4,477 |
| 2015年（平成27年） | 4,408 |
| 2020年（令和2年）  | 4,876 |

### 世帯数の変遷
国勢調査による世帯数の推移。
| 年                 | 世帯数 |
| ------------------ | ------ |
| 1995年（平成7年）  | 1,985  |
| 2000年（平成12年） | 2,115  |
| 2005年（平成17年） | 2,228  |
| 2010年（平成22年） | 2,396  |
| 2015年（平成27年） | 2,401  |
| 2020年（令和2年）  | 2,720  |

## 学区
区立小・中学校に通う場合、学区は以下の通りとなる（2017年12月現在）。なお、豊島区の小・中学校では学校選択制度を導入しており、以下の指定校に隣接している通学区域の学校も選択することが可能。
| 丁目       | 番地            | 小学校             | 中学校             |
| ---------- | --------------- | ------------------ | ------------------ |
| 千川一丁目 | 3〜10番         | 豊島区立要小学校   | 豊島区立千川中学校 |
| 千川一丁目 | 1〜2番 11〜33番 | 豊島区立高松小学校 | 豊島区立千川中学校 |
| 千川二丁目 | 全域            | 豊島区立高松小学校 | 豊島区立千川中学校 |

## 交通

### バス
国際興業バス
- 千川一丁目停留所
  - 池02・池04・池82・池84系統 - 要小学校経由池袋駅西口行（熊野町循環、中丸町循環）
  - 池03・池83系統 - 南町庚申通り経由池袋駅西口行（要町循環）
- 千川二丁目停留所、水道タンク裏停留所
  - 池02・池82系統 - 要小学校経由池袋駅西口行（熊野町循環）
  - 池03・池83系統 - 南町庚申通り経由池袋駅西口行（要町循環）

## 事業所
2021年（令和3年）現在の経済センサス調査による事業所数と従業員数は以下の通りである。
| 丁目       | 事業所数 | 従業員数 |
| ---------- | -------- | -------- |
| 千川一丁目 | 29事業所 | 80人     |
| 千川二丁目 | 38事業所 | 197人    |
| 計         | 67事業所 | 277人    |

### 事業者数の変遷
経済センサスによる事業所数の推移。
| 年                 | 事業者数 |
| ------------------ | -------- |
| 2016年（平成28年） | 73       |
| 2021年（令和3年）  | 67       |

### 従業員数の変遷
経済センサスによる従業員数の推移。
| 年                 | 従業員数 |
| ------------------ | -------- |
| 2016年（平成28年） | 302      |
| 2021年（令和3年）  | 277      |

## 施設

### 千川一丁目
- 豊島千川一郵便局
- 榛名神社

### 千川二丁目
- 千川彫刻公園

## その他

### 日本郵便
- 郵便番号 : 171-0041[3]（集配局 : 豊島郵便局[15]）。